# Rubén Darío Rodríguez
Rubén Darío Rodríguez Góngora (Ibagué, 16 de octubre de 1953) es un abogado y político colombiano del Partido Liberal. Ha sido Representante a la Cámara por Tolima y dos veces Alcalde de Ibagué.

## Biografía
Abogado de la Universidad Santo Tomás de Aquino con Postgrado en Derecho Público de la Universidad Nacional de Colombia. Fue elegido como el Alcalde de los niños por la Unicef. Ha sido secretario de Gobierno Municipal, concejal de Ibagué, secretario de Educación Departamental, director del Inpa y diputado a la Asamblea del Tolima.

## Alcalde de Ibagué
En 1992 Rubén Darío aspiró a ser alcalde de Ibagué apoyado por Guillermo Alfonso Jaramillo, Alberto Santofimio Botero y Carlos García Orjuela. Fue el sucesor de Francisco Peñaloza como Alcalde de Ibagué, su gabinete estuvo conformado con la representación de los grupos políticos tradicionales. Tras una consulta popular del Partido Liberal en Ibagué, fue elegido como candidato  a la Alcaldía de dicha ciudad, posteriormente fue elegido alcalde de Ibagué por segunda vez en el año 2003. En las elecciones locales de 2015 en Ibagué fue candidato por el Partido Liberal, siendo derrotado por Guillermo Alfonso Jaramillo y ocupando un cuarto lugar.

### Separación del Cargo
En el año 2005 el entonces gobernador encargado, Carlos Guillermo Aragón Farkas, separó del cargo al alcalde Rubén Darío Rodríguez y programó la votación para el 11 de diciembre. El mandatario ibaguereño, según una sentencia del Consejo de Estado, se encontraba inhabilitado para ocupar el cargo y por eso la gobernación del Tolima decidió marginarlo de la administración local pero semanas después, a través de una acción de tutela, Rodríguez retornó a la Alcaldía porque, según el fallo, la gobernación del Tolima violó el debido proceso de acuerdo con la defensa de Rodríguez, el fallo del Consejo de Estado no había sido notificado a la administración departamental en el momento que se expidieron los decretos que lo separaron del cargo.
Posteriormente la Procuraduría General de la Nación revocó la suspensión por 90 días que le había impuesto al alcalde de Ibagué Rubén Darío Rodríguez el pasado 30 de marzo y archivó la investigación por una supuesta inhabilidad para acceder al cargo.

### Avenida Fantasma
El contralor municipal, José Darío Ramírez denunció el caso de una vía que aparecía pagada por 48 millones de pesos por el fisco municipal pero que nunca se llevó a cabo. Por tal razón, el 25 de agosto de 1994, el fiscal 53 de la Unidad de Asuntos Especiales de Ibagué, Gustavo Hernández, vinculó a Rodríguez al proceso como coautor de los delitos de falsedad ideológica en documentos públicos y peculado por apropiación. En este sentido, el delito de peculado por apropiación será modificado por peculado por aplicación oficial diferente ya que el dinero fue invertido en obras que inicialmente no se habían contratado.
Al conocer la medida, el Rubén Darío Rodríguez dijo que seguiría trabajando arduamente en los dos meses que le quedan de su administración y que se sentía satisfecho por haber cumplido con el programa de gobierno por el cual votaron los ibaguereños.

## Representante a la Cámara
Fue elegido representante a la Cámara por el departamento del Tolima y con aval del partido Liberal para el periodo 2010-2014. Para las elecciones legislativas de 2014 Rodríguez fue derrotado en su aspiración de ser nuevamente representante a la Cámara.

### Coautor de Proyectos de ley
- Autorizar la emisión de la estampilla “Tolima 150 años de contribución a la grandeza de Colombia”
- Expedir el estatuto de ciudadanía juvenil.
- Rendir honores a Alfonso Palacio Rudas.
- Rendir honores a la memoria del expresidente Alfonso López Michelsen.